# William H. Hinton
William Howard Hinton (* 2. Februar 1919 in Chicago; † 15. Mai 2004 in Concord, Massachusetts) war ein US-amerikanischer Agronom und Schriftsteller. Er hat zahlreiche Bücher über die gesellschaftlichen und wirtschaftlichen Transformationen verfasst, die nach der Machtübernahme durch die Kommunistische Partei in China erfolgten. Weltweit bekannt wurde er durch sein 1966 veröffentlichtes Buch Fanshen. In dem Buch beschrieb er detailliert die Veränderungen der agrarischen Besitzverhältnisse am Beispiel des in der Provinz Shanxi gelegenen Dorfes Long Bow.

## Leben
William H. Hinton wurde 1919 als Sohn des Rechtsanwalts Sebastian Hinton und dessen Frau Carmelita (geb. Chase) geboren. Er wuchs zusammen mit seinen Schwestern, Jean (* 1917; † 2002) und Joan (* 20. Oktober 1921; † 8. Juni 2010), der späteren Kernphysikerin, die am Manhattan-Projekt beteiligt war, auf. Carmelita Hinton (Chase) war von Beruf Lehrerin und Gründerin der The Putney School in Vermont. Neben den normalen Unterrichtsfächern wurde Wert auf die musische, auch handwerkliche Ausbildung der Schüler gelegt – zur Schule gehörte eine rund 2 km² große Farm, die von Lehrern und Schülern gemeinsam bewirtschaftet wurde.
William H. Hinton war einer der ersten Schüler dieser Schule und machte hier im Jahre 1936 seinen Abschluss. Danach wurde er vom Harvard College, Cambridge, Massachusetts angenommen. Er verließ die Universität aber schon nach kurzer Zeit. Per Anhalter oder auch auf Güterzügen reiste er kreuz und quer durch die USA, verdiente seinen Lebensunterhalt mit Gelegenheitsjobs.
Im Frühjahr des Jahres 1937 heuerte er in San Francisco als Hilfsmatrose auf einem Schiff an, das ihn nach Tokio, Japan brachte. Er arbeitete kurze Zeit für eine englischsprachige Zeitung in Tokio, setzte dann seine Reise fort, erkundete das zu dieser Zeit von Japan besetzte Korea, dann die nordöstlichen Provinzen Chinas. Schließlich durchquerte er mit der Transsibirischen Eisenbahn die Sowjetunion. Über Polen, Deutschland gelangte er wieder per Schiff in die USA. Die Schilderung der Erlebnisse auf seiner Reise erschienen 1938 als Serie in The Globe unter dem Titel „Around the World an Nothing A Day“. Nach der Rückkehr in die USA nahm er ein agrarwissenschaftliches Studium an der Harvard University auf, wechselte aber bereits nach wenigen Semestern zur Cornell University in Ithaca, New York City.
In späteren Jahren nach den Gründen für seine Wahl gefragt, sagte Hinton: „I wanted to learn about agriculture, and Harvard wanted to teach me about the sociologie of agriculture.“ („Ich wollte etwas über Agrarwissenschaften lernen, aber Harvard wollte mir (nur) die Soziologie der Landwirtschaft beibringen.“) 1941 machte er an der Cornell University seinen Abschluss in Agrarwissenschaft.
Im Jahre 1942 las er Red Star over China von Edgar Snow. Nach Hintons eigenem Bekunden veränderte dieses Buch sein Verstehen der Vorgänge in dieser Welt von Grund auf. In den folgenden Jahren wandelte er sich vom Pazifisten zum überzeugten Marxisten.
1945 kehrte er im Auftrag der US-Regierung als Angehöriger des United States Office of War Information (OWI) nach China zurück und war Beobachter der Chongqing-Friedensgespräche zwischen den Kuomintang und der Kommunistischen Partei Chinas. Im Verlauf dieser Konferenz lernte Hinton Zhou Enlai und Mao Zedong kennen. 1946 kehrte er für kurze Zeit in die USA zurück, um sich schon 1947, diesmal im Auftrag der UN, erneut nach China zu begeben. Die (United Nations Relief and Rehabilitation Administration) (UNRRA) schickte ihn in die Provinz Hebei, um die Bevölkerung über moderne Anbaumethoden zu instruieren. Hinton war entsetzt über das Ausmaß der Korruption der zu dieser Zeit dort noch herrschenden Kuomintang-Regierung Chiang Kai-sheks. Er verließ das Kuomintang-Terrain und wechselte heimlich in das so genannte (schon) „befreite“ Gebiet der Kommunisten. Bald darauf unterrichtete er Englisch an einer Universität in der Nähe von Changzhi in der Provinz Shanxi. Als seine Studenten sich der Landreform-Bewegung anschlossen, bestand Hinton darauf, daran teilnehmen zu dürfen. Und er notierte akribisch auf Hunderten von Seiten, was er in der dann folgenden Zeit in Long Bow, einem Dorf in der Nähe von Changzhi, erlebte. Der Kampf gegen die bisherigen Landbesitzer, auch die Auseinandersetzungen der Bauern untereinander. Noch sehr viel später erinnerte er sich: „The lice, the fleas and the hardships, and eating the terrible gruel out of an unwashed bowl, while a young girl lay dying of tuberculosis ...“ („Läuse, Flöhe und all die Mühen; dann diesen schrecklichen Haferschleim aus einer schmutzigen Schale essen, während ein junges Mädchen unmittelbar daneben gerade an Tuberkulose starb ...“)
Als Hinton zur Mitte des Jahres 1953 wieder in die USA zurückkehrte, war die McCarthy-Hysterie (die so genannte „Second Red Scare“) gerade auf dem Höhepunkt. Wie schon am Ende seines allerersten Aufenthaltes in China im Jahre 1937, reiste er auch diesmal mit der Transsibirischen Eisenbahn quer durch die Sowjetunion. Auf dem amerikanischen Konsulat in Prag, Tschechoslowakei beantragte er einen neuen Pass, da sein alter abgelaufen war. Der dortige Konsulatsbeamte machte Hinton gleich mit dem bekannt, was ihn in den USA erwarten sollte, als er ihn fragte: „Are you or were you ever a member of the Communist Party?“ („Sind Sie, oder waren sie jemals Mitglied der Kommunistischen Partei?“) Per Flugzeug ging es weiter nach England. Mit dem Schiff erreichte er schließlich Québec, Kanada und reiste von dort in die USA.
Hier wurden seine gesamten schriftlichen Aufzeichnungen beschlagnahmt und dem Senate Internal Security Subcommittee (SISS) (vollständiger Titel: United States Senate Subcommittee on Internal Security) ausgehändigt. Den Vorsitz dieses Komitees hatte zu dieser Zeit James Eastland, Senator von Mississippi. In einer der dann folgenden Anhörungen Hintons verstieg sich Komitee-Mitglied Herman Welker zu der Behauptung, Hintons Aufzeichnungen enthielten „a mass of material out to destroy the United States.“ („...eine große Menge Material, das darauf angelegt ist, die Vereinigten Staaten zu zerstören.“) Und der Vorsitzende, Senator James Eastland, bezeichnete Hintons Notizen als „the autobiography of a traitor“ („die Autobiographie eines Verräters“). Hintons Pass wurde eingezogen, ihm wurde untersagt zu unterrichten und so arbeitete er zunächst als Automechaniker, bis er wiederum auf eine der zahlreichen so genannten „Blacklists“ („Schwarzen Listen“) gesetzt wurde und ihm so selbst solche Arbeiten unmöglich gemacht wurden. Zu seinem Glück hatte er Land von seiner Mutter geerbt und so arbeitete er in den nächsten 15 Jahren als Farmer in Pennsylvania.
Beständig kämpfte er darum, seine beschlagnahmten Unterlagen zurückzubekommen, doch erst 5 Jahre später, 1958, wurden sie ihm schließlich wieder ausgehändigt. Es sollte weitere acht Jahre dauern, bis „Fanshen“ fertig geschrieben war (1966).
Damit war das Buch aber noch nicht in den Buchläden. Sämtliche Verleger lehnten es, ab das Buch zu veröffentlichen, bis es schließlich von Monthly Review Press gedruckt wurde. Dann allerdings wurde Fanshen zum durchschlagenden Erfolg. Hunderttausende Exemplare wurden verkauft. Das Buch wurde in zahlreiche andere Sprachen übersetzt. Auf Zhou Enlais Initiative wurde es ins Chinesische übertragen.
Martin Bernal schrieb im New Statesman, dass Hintons Buch Fanshen „...gives details of the changing social and economic structure of this village...The descriptions alone make this book one of the two classics of the Chinese revolution, the other being Edgar Snow’s ‚Red Star over China’.“ („...detailliert den Wandel der sozialen und ökonomischen Struktur dieses Dorfes beschreibt....Schon allein diese Schilderungen machen das Buch zu einem der zwei Klassiker der chinesischen Revolution. Das andere ist Edgar Snows ‚Red Star over China’.“)

## Privates
William H. Hinton war dreimal verheiratet. 1945 heiratete er die Verlegerin Bertha Sneck. Aus dieser Ehe, die 1954 wieder geschieden wurde, ging die Tochter Carma Hinton hervor. 1959 heiratete Hinton die Technikerin Joanne Raiford. Aus dieser Ehe gingen drei Kinder hervor: der Sohn Michael Howard und die beiden Töchter Alyssa Anne und Catherine Jean. Nachdem Joanne Hinton (Raiford) im Jahre 1986 gestorben war, heiratete Hinton im Jahre 1987 die UNICEF-Angestellte Katherine Chiu.

## Werke
- 1966, Fanshen: A Documentary of Revolution in a Chinese Village, Monthly Review Press, ISBN 0-520-21040-9, ISBN 0-85345-046-3, ISBN 0-394-70465-7, ISBN 1-58367-175-7.
- 1970, Iron Oxen - A Documentary of Revolution in Chinese Farming, Monthly Review Press, ISBN 0-394-71328-1, ISBN 0-85345-122-2.
- 1972, Hundred Day War: The Cultural Revolution at Tsinghua University, Monthly Review Press, ISBN 0-85345-281-4, ISBN 0-85345-238-5.
- 1972, Turning Point in China: An Essay on the Cultural Revolution, Monthly Review Press, ISBN 0-85345-215-6.
- 1984, Shenfan, Vintage, ISBN 0-394-72378-3, ISBN 0-330-28396-0, ISBN 0-394-48142-9.
- 1989, The Great Reversal: The Privatization of China, 1978-1989, Monthly Review Press, ISBN 0-85345-794-8, ISBN 0-85345-793-X.
- 1995, Ninth Heaven to Ninth Hell: The History of a Noble Chinese Experiment (with Qin Huailu and Dusanka Miscevic), Barricade Books, ISBN 1-56980-041-3. Über Chen Yonggui und Dazhai.
- 2006, Through a Glass Darkly: American Views of the Chinese Revolution, Monthly Review Press, ISBN 1-58367-141-2. Eine Kritik des Buches von Edward Friedman, Paul G. Pickowicz, Mark Selden: Chinese Village, Socialist State, Yale University Press 1991, ISBN 0-300-05428-9.